# German Reformed Church
German Reformed Church var ett reformert trossamfund i USA, bildat 1793 i Lancaster, Pennsylvania av församlingar som grundats av europeiska kalvinister från västra Tyskland och Schweiz.
Dessa församlingar var ursprungligen en del av Nederländska reformerta kyrkan som under åren sänt ett flertal missionärer till Pennsylvania. Kyrkan antog Heidelbergkatekesen som sin trosbekännelse.
1869 antog man officiellt namnet Reformed Church in the United States (RCUS).
1934 splittrades kyrkan, som då hade omkring 350 000 medlemmar. Majoriteten gick samman med Evangelical Synod of North America och bildade Evangelical and Reformed Church medan minoriteten fortsatte på egen hand och behöll namnet Reformed Church in the United States.